# Всесвітній день культурного розмаїття для діалогу та розвитку

Символ Мнамено миру

Всесвітній день культурного розмаїття для діалогу та розвитку — це міжнародне свято ООН, яке сприяє просуванню питань культурної різноманітності. Відзначається 21 травня. Генеральна Асамблея ООН проголосила це свято завдяки Універсальній декларації ЮНЕСКО про культурне різноманіття в листопаді 2001 року. Воно було проголошене Резолюцією ООН 57/249.
День культурного розмаїття дає можливість допомогти громадам зрозуміти цінність кожної культури та навчитися жити разом у гармонії. Це свято було створене як наслідок руйнування статуй Будди Баміяна в Афганістані в 2001 році.